# مطار غليصان
مطار غليصان أو مطار الشبكة هو مطار عسكري عراقي في ناحية الشبكة في محافظة النجف جنوب غرب العراق، أنشئ سنة 1987 م، فيه ثلاثة مدارج طولهن 3 كيلومترات، ومواقف للطائرات، اُستعمل المطار في حرب القادسية الثانية بين العراق وإيران. وأصابه ضرر من جراء القصوف الأمريكية بين سنة 1991 و2003 غير أن مدارجه لا يزلن بحالة جيدة جداً.
| الموقع            | البعد كيلومتراً |
| مركز ناحية الشبكة | 14             |
| مركز النجف        | 133            |
| طريق الحج البري   | 14             |